# 漢克·沙奧爾
亨利·約翰·沙奧爾（英語：Henry John Sauer，1917年3月17日—2001年8月24日），為美國職棒大聯盟的左外野手。生涯曾效力過紅人、小熊、紅雀與巨人等隊。
沙奧爾生涯共入選2次明星賽，6度敲出單季30轟。他的弟弟艾德也是一名大聯盟球員，在1940年代於大聯盟出賽189場比賽。

## 職業生涯

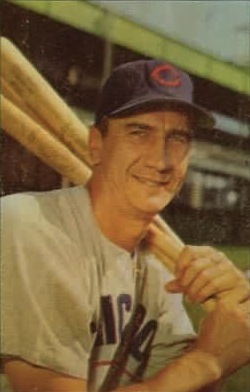
1953年的沙奧爾

沙奧爾從洋基隊體系起步，之後他在1939年到了紅人隊。1941年，沙奧爾登上大聯盟，不過他只在紅人出賽16場比賽。後來他在美軍服役兩年，1945年回到大聯盟。1946年和1947年，他都在3A打球。其中他在1947年繳出3成36的打擊率，並敲出50轟與141分打點。成功拿下國際聯盟的MVP。
1948年，他重回大聯盟。他成為球隊的先發外野手，整季也敲出35轟。不過隔年他只擊出4轟，後來他在6月15日和Frank Baumholtz一同被交易到小熊，換來Harry Walker和Peanuts Lowrey。
加入小熊隊後，由於沙奧爾很會和球迷互動，加上他打擊能力出色，因此球迷給了他「瑞格利球場市長」的外號。
1952年明星賽，沙奧爾在國聯1比2落後時上場打擊。而他從名人堂投手鮑伯·雷蒙受中敲出逆轉2分砲。最終國聯便以3比2贏球。
1955年，沙奧爾的打擊率只有2成11。最後他在1956年春訓前被交易到紅雀隊，該年他出賽75場比賽，打擊率為2成98。1957年，將近40歲的沙奧爾加盟巨人隊。後來他打到1959年才宣布退休，並轉為球隊教練。

## 個人生活
沃克在1936年結婚，並育有3子2女。1982年5月17日，他因為大腸癌去世，享年71歲。

## 生涯打擊成績
| 出賽次數 | 打席 | 打數 | 得分 | 安打 | 二安 | 三安 | 全壘打 | 打點 | 盜壘 | 保送 | 三振 | 打擊率 | 上壘率 | 長打率 | OPS  |
| -------- | ---- | ---- | ---- | ---- | ---- | ---- | ------ | ---- | ---- | ---- | ---- | ------ | ------ | ------ | ---- |
| 1399     | 5417 | 4796 | 709  | 1278 | 200  | 19   | 288    | 876  | 11   | 561  | 714  | .266   | .347   | .496   | .843 |

## 外部連結
- 球員資訊和成績在MLB，ESPN，Retrosheet ，Baseball Reference ，Baseball Reference (Minors) ，Fangraphs，The Baseball Cube （英文）